# Уркварт, Рой
Роберт Эллиот «Рой» Уркварт (англ. Robert Elliot "Roy" Urquhart; 28 ноября 1901 — 13 декабря 1988) — офицер британской армии, участник Второй мировой войны и военных действий в Малайе. Наиболее известен, как командир 1-й воздушно-десантной дивизией во время битвы при Арнеме во время операции «Маркет Гарден» в сентябре 1944 года.

## Ранняя жизнь и военная карьера
Рой Уркварт родился в Шеппертоне, Миддлсекс, Англия, 28 ноября 1901 года в семье врача. Получил образование в школе Святого Павла в Лондоне и Королевском военном колледже в Сандхерсте. 24 декабря 1920 года Уркварт был назначен вторым лейтенантом в 1-й батальон Хайлендской лёгкой пехоты.
24 декабря 1922 года был произведен в лейтенанты, а 26 марта 1929 года — в капитаны, с 1933 по 1936 год находился на Мальте. В это время подружился с писателем и актёром Дэвидом Нивеном. Нивен вспоминал Уркварта в своей автобиографии как «серьёзного солдата, обладающего огромным обаянием и теплотой».
С 1936 по 1937 год Уркварт учился в штабном колледже в Кемберли, а затем вернулся в полк, который в тот момент находился в Палестине во время арабского восстания.
1 августа 1938 года Уркварт получил звание майора и был отправлен в Индию, где в мае 1939 года стал заместителем помощника генерал-квартирмейстера в штабе армии в Индии.

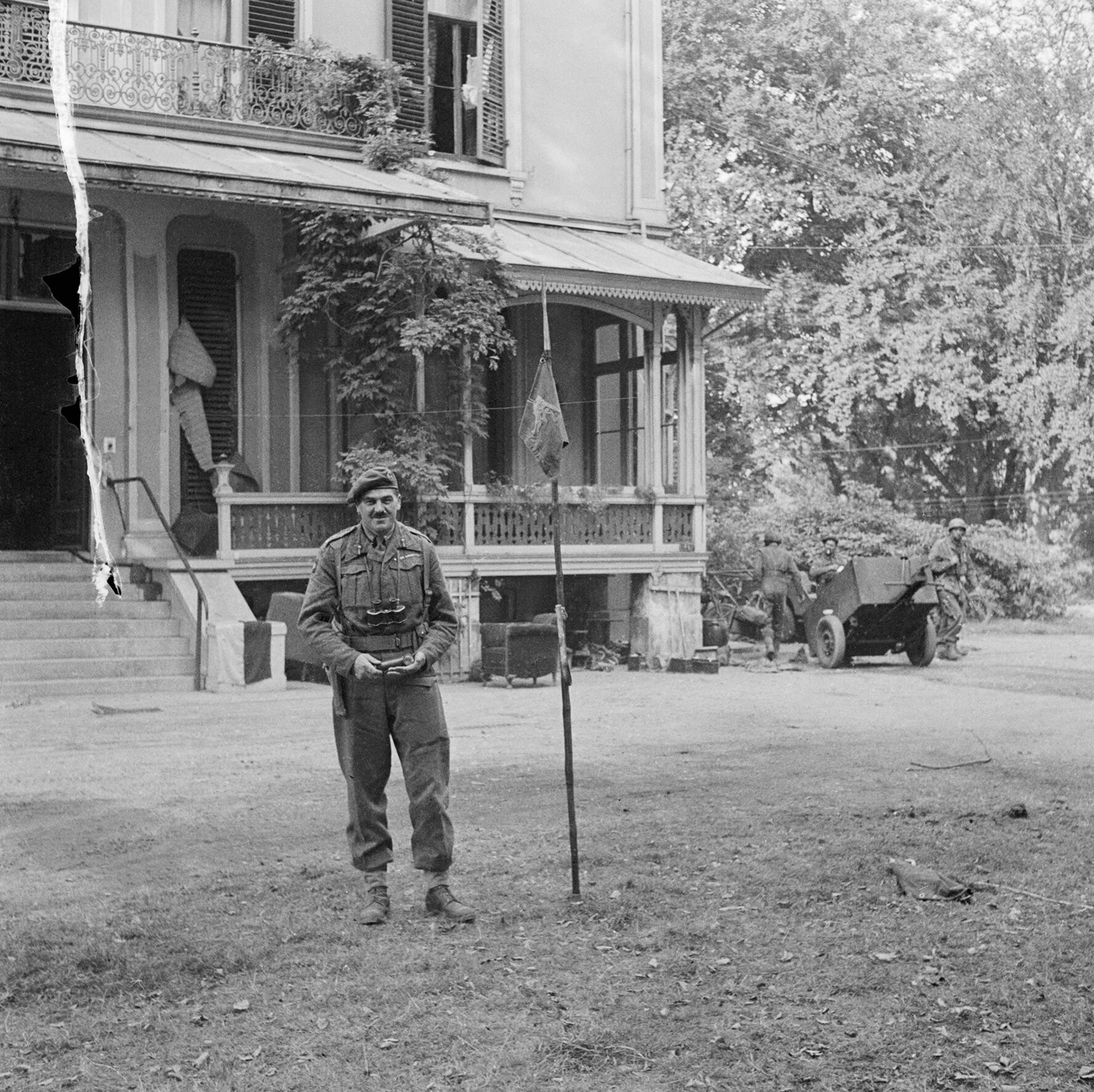
Генерал-майор Рой Уркварт стоит возле своего штаба во время операции «Маркет Гарден», сентябрь 1944 года

## Вторая мировая война

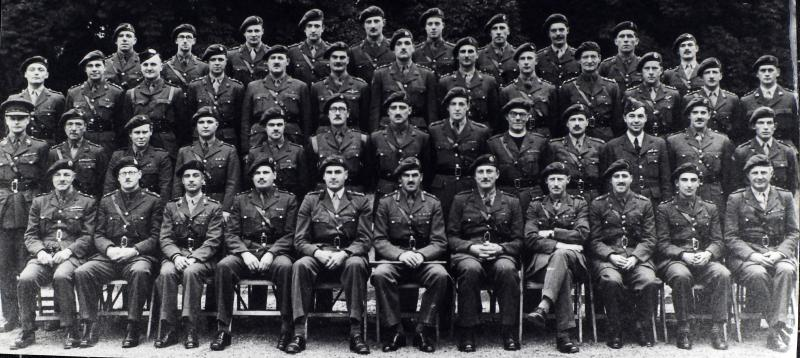
Групповая фотография старших офицеров 1-й воздушно-десантной дивизии, 1944 год. В центре первого ряда сидит командир дивизии генерал-майор Рой Уркварт

С началом Второй Мировой войны Уркварт всё ещё находился в Индии, в 1941 году его перевели в Северную Африку, а затем он был направлен в Великобританию в 3-ю пехотную дивизию. В ходе дальнейшей службы его карьера ускорилась, он был многократно переведён из части в часть: назначен командиром батальона Лёгкого пехотного полка герцога Корнуольского, затем штабным офицером в 51-ю пехотную дивизию, назначен командиром231-й пехотной бригады, с которой он принял участие в Высадке на Сицилии и начальных операциях в Итальянской кампании.

### Арнем
В 1944 году Уркварт был назначен командиром 1-й воздушно-десантной дивизией. По собственному признанию, Уркварт не переносил полётов — они приводили к приступам морской болезни, ранее он никогда не входил в состав воздушно-десантных формирований. Тем не менее, ему доверили командование дивизией во время операции «Маркет Гарден» в сентябре 1944 года. Дивизия была высажена в окрестностях Арнема в Нидерландах, в попытке захватить стратегический мост в городе и удержать его до подхода основных сил союзников с целью дальнейшей переправы через реку Рейн. К мосту в городе пробился лишь батальон подполковника Фроста, пытавшийся удержать его в течение четырёх дней. Остальные подразделения дивизии Уркварта пытались удержать плацдарм на берегу Рейна, который мог бы помочь в достижении целей операции даже при потере моста в Арнеме. В течение девяти дней легковооружённые десантники Уркварта сражалась с бронетанковыми частями 2-го танкового корпуса СС и несли всё более тяжелые потери. 25 сентября остатки дивизии под покровом ночи отступили за Рейн. В ходе операции 1-я воздушно-десантная дивизия потеряла более трёх четвертей своего состава. После окончания операции, дивизия была отведена в Великобританию на переформирование и больше не принимала участия в боевых действиях. Уркварт был награждён голландским орденом Бронзового льва.

### Норвегия

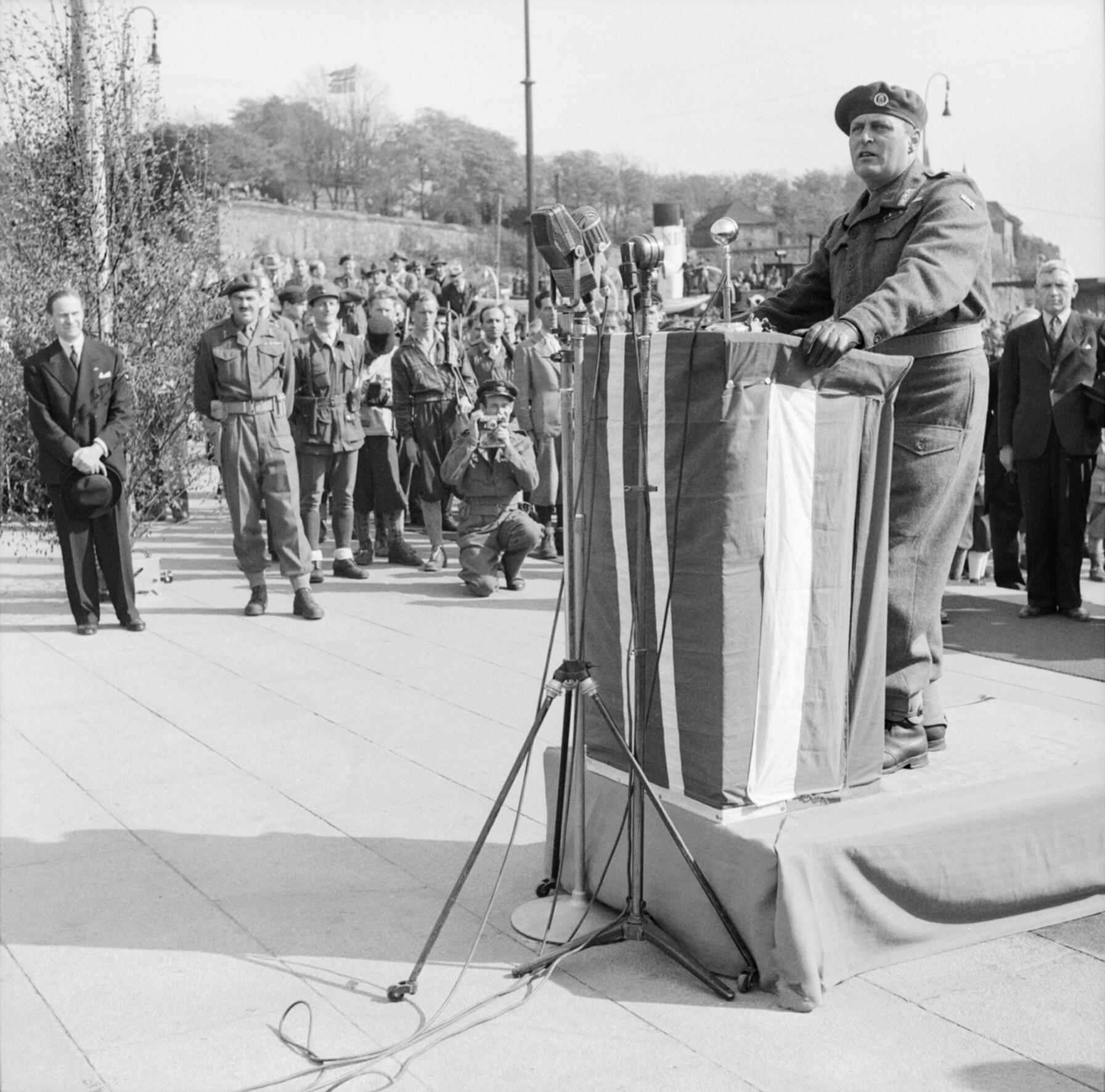
Наследный принц Улаф в военной форме обращается к приветствующей толпе на набережной в Осло после своего возвращения домой на британском эсминце в сопровождении генерал-майора Р. Э. Уркварта, командующего 1-й воздушно-десантной дивизией.

В мае 1945 года, после капитуляции Германии, Уркварт командовал 1-й воздушно-десантной дивизией во время операции «Судный день» — занятии Норвегии союзниками. Ему было поручено контролировать капитуляцию немецких войск, а также предотвращать диверсии на жизненно важных военных и гражданских объектах. Уркварт прибыл в Осло, не дожидаясь прибытий всех частей, на захваченной немецкой штабной машине в сопровождении четырёх военных полицейских и двух пехотных взводов. Позднее Уркварт приветствовал наследного принца Норвегии Олафа и министров правительства Норвегии, прибывших на крейсере Королевского флота, передав 13 мая командование войсками союзников в стране генералу Эндрю Торну. Уркварт был награждён норвежским орденом Святого Олафа за свою роль в освобождении страны.

## Послевоенная служба
После окончания войны Уркварт стал директором территориальной армии и кадетского корпуса в военном министерстве. В 1947 году он был назначен командиром сформированной 16-й воздушно-десантной дивизии территориального резерва, затем до 1950 года командовал 52-й шотландской дивизией. Впоследствии он был назначен командующим Малайским командованием во время чрезвычайного положения в Малайе, а также командующим британскими оккупационными войсками в Австрии. Уркварт вышел в отставку в 1955 году.

## Дальнейшая жизнь
После увольнения из армии Уркварт работал на различных менеджерских позициях в отрасли тяжелого машиностроения и окончательно вышел на пенсию в 1970 году. Во время съёмок фильма «Мост слишком далеко» он был приглашён в качестве военного консультанта. Роль Уркварта в знаменитом фильме 1977 года исполнил Шон Коннери.
В семье Роя Уркварта и его жены Памелы было четверо детей, он умер 13 декабря 1988 года в возрасте 87 лет.

## Мемуары
- Urquhart, Roy. Arnhem: Britain's Infamous Airborne Assault of World War II. — Royal Publishing Company, 1958. — ISBN 0-9644704-3-8.